# 제14회 미국 감독 조합상
제14회 미국 감독 조합상은 1961년 뛰어난 활동을 보인 영화 감독을 기리기 위해 1962년 2월에 열린 시상식이다. 뉴욕, Waldorf-Astoria Hotel에서 개최되었다.

## 수상 및 후보

### 감독상(영화부문)
- 웨스트 사이드 스토리 - 로버트 와이즈 수상

### 명예상
- Hobe Morrison 수상